# Alvorge
Alvorge est une freguesia portugaise située dans le district de Leiria.
Avec une superficie de 37,72 km2 et une population 1 298 habitants (2001), la paroisse possède une densité de 34,4 hab/km2.